# Knivslagsmål
Ett knivslagsmål består av två eller fler deltagare där någon eller några är beväpnade med knivar. Knivslagsmål brukar arrangeras under knivveckan i Ludvika. Målet för deltagarna (som antingen kan vara specialtränade eller helt ovana vid kniv) är att oskadliggöra eller döda motståndaren med hjälp av kniv. Modellen på kniv kan variera även om det finns knivar som är särskilt framtagna för ändamålet, så kallade "fighting"-knivar. Dolk är ett exempel på kniv som är gjord att användas i detta syfte.